# NHL 1969/1970
Sezóna 1969/1970 byla 53. sezonou NHL. Vítězem Stanley Cupu se stal tým Boston Bruins.
V sezoně třikrát nastoupil za St. Louis Blues československý reprezentant Jaroslav Jiřík, první Čech v historii soutěže.

## Konečné tabulky základní části

### Východní divize
| Tým                 | Z  | V  | P  | R  | B  | VG  | IG  |
| ------------------- | -- | -- | -- | -- | -- | --- | --- |
| Chicago Black Hawks | 76 | 45 | 22 | 9  | 99 | 250 | 170 |
| Boston Bruins       | 76 | 40 | 17 | 19 | 99 | 277 | 216 |
| Detroit Red Wings   | 76 | 40 | 21 | 15 | 95 | 246 | 199 |
| New York Rangers    | 76 | 38 | 22 | 16 | 92 | 246 | 189 |
| Montreal Canadiens  | 76 | 38 | 22 | 16 | 92 | 244 | 201 |
| Toronto Maple Leafs | 76 | 29 | 34 | 13 | 71 | 222 | 242 |

### Západní divize
| Tým                   | Z  | V  | P  | R  | B  | VG  | IG  |
| --------------------- | -- | -- | -- | -- | -- | --- | --- |
| St. Louis Blues       | 76 | 37 | 27 | 12 | 86 | 224 | 179 |
| Pittsburgh Penguins   | 76 | 26 | 38 | 12 | 64 | 182 | 238 |
| Minnesota North Stars | 76 | 19 | 35 | 22 | 60 | 224 | 257 |
| Oakland Seals         | 76 | 22 | 40 | 14 | 58 | 169 | 243 |
| Philadelphia Flyers   | 76 | 17 | 35 | 24 | 58 | 197 | 225 |
| Los Angeles Kings     | 76 | 14 | 52 | 10 | 38 | 168 | 290 |

## Play off
|  | Čtvrtfinále     | Čtvrtfinále           | Čtvrtfinále         |                 |                     | Semifinále          | Semifinále | Semifinále |  |  | Finále Stanley Cupu | Finále Stanley Cupu | Finále Stanley Cupu |
|  |                 |                       |                     |                 |                     |                     |            |            |  |  |                     |                     |                     |
|  | 1               | Chicago Black Hawks   | 4                   |                 |                     |                     |            |            |  |  |                     |                     |                     |
|  | 3               | Detroit Red Wings     | 0                   |                 |                     |                     |            |            |  |  |                     |                     |                     |
|  | 3               | Detroit Red Wings     | 0                   |                 | 1                   | Chicago Black Hawks | 0          |            |  |  |                     |                     |                     |
|  | Východní divize |                       |                     |                 | 1                   | Chicago Black Hawks | 0          |            |  |  |                     |                     |                     |
|  |                 | 2                     | Boston Bruins       | 4               |                     |                     |            |            |  |  |                     |                     |                     |
|  | 2               | 2                     | Boston Bruins       | 4               | Boston Bruins       | 4                   |            |            |  |  |                     |                     |                     |
|  | 2               |                       |                     |                 | Boston Bruins       | 4                   |            |            |  |  |                     |                     |                     |
|  | 4               | New York Rangers      | 2                   |                 |                     |                     |            |            |  |  |                     |                     |                     |
|  |                 |                       |                     |                 |                     |                     |            |            |  |  | V2                  | Boston Bruins       | 4                   |
|  |                 |                       | Z1                  | St. Louis Blues | 0                   |                     |            |            |  |  |                     |                     |                     |
|  | 1               | St. Louis Blues       | 4                   |                 |                     |                     |            |            |  |  |                     |                     |                     |
|  | 3               | Minnesota North Stars | 2                   |                 |                     |                     |            |            |  |  |                     |                     |                     |
|  | 3               | Minnesota North Stars | 2                   |                 | 1                   | St. Louis Blues     | 4          |            |  |  |                     |                     |                     |
|  | Západní divize  |                       |                     |                 | 1                   | St. Louis Blues     | 4          |            |  |  |                     |                     |                     |
|  |                 | 2                     | Pittsburgh Penguins | 2               |                     |                     |            |            |  |  |                     |                     |                     |
|  | 2               | 2                     | Pittsburgh Penguins | 2               | Pittsburgh Penguins | 4                   |            |            |  |  |                     |                     |                     |
|  | 2               |                       |                     |                 | Pittsburgh Penguins | 4                   |            |            |  |  |                     |                     |                     |
|  | 4               | Oakland Seals         | 0                   |                 |                     |                     |            |            |  |  |                     |                     |                     |

## Ocenění
| Prince of Wales Trophy:         | Chicago Black Hawks                |
| Clarence S. Campbell Bowl:      | St. Louis Blues                    |
| Art Ross Trophy:                | Bobby Orr                          |
| Bill Masterton Memorial Trophy: | Pit Martin                         |
| Calder Memorial Trophy:         | Tony Esposito                      |
| Conn Smythe Trophy:             | Bobby Orr                          |
| Hart Memorial Trophy:           | Bobby Orr                          |
| James Norris Memorial Trophy:   | Bobby Orr                          |
| Lady Byng Memorial Trophy:      | Phil Goyette                       |
| NHL Plus/Minus Award:           | Bobby Orr                          |
| Vezina Trophy:                  | Tony Esposito                      |
| Lester Patrick Trophy:          | Edward W. Shore, James C. V. Hendy |